# Jacques Chirac
Jacques René Chirac (AFIː /ʒak ʃiˈʁak]/; París, 29 de novembre de 1932 - París, 26 de setembre de 2019) va ser un polític francès, Primer Ministre de França (1974-1976; 1986-1988), alcalde de París (1977-1995), President de la República Francesa i copríncep d'Andorra (1995-2007).

## Biografia
Es va formar al Col·legi Louis-le-Grand, al Col·legi Nacional de Ciències Polítiques i en la nord-americana Universitat Harvard. Va residir a Algèria entre 1956 i 1958, abans d'ingressar en l'Escola Nacional d'Administració (ENA) com a preparació per a la seva carrera de funcionariat superior francès. Després d'haver mostrat en la seva joventut marcada simpatia amb els comunistes, va realitzar la seva carrera política a les files de la dreta parlamentària, i es va adherir a diversos grups gaullistes.
Des de 1962, Chirac va ocupar diverses secretaries d'Estat juntament amb el primer ministre Georges Pompidou. Per suggeriment d'aquest, el 1967 es va presentar com a candidat gaullista a l'Assemblea Nacional i va passar a exercir un destacat càrrec al Ministeri d'Afers Socials. Cap a 1972, va ser ministre d'Agricultura. En morir Pompidou l'any 1974, Chirac, aleshores ministre de l'Interior, va donar suport al nou president, Valéry Giscard d'Estaing, que, malgrat no ser gaullista, el va nomenar primer ministre al maig d'aquell any. Va dimitir l'agost de 1976, queixant-se del presidencialisme de Giscard, i al final d'aquell any va fundar el seu propi partit, Reagrupament per la República (RPR). El 1977, va obtenir la majoria en les eleccions municipals de París, amb la qual cosa es va convertir en alcalde de la capital francesa, preludi de la seva primera candidatura a la presidència enfront del mateix Giscard el 1981. François Mitterrand, el candidat socialista, va aconseguir la victòria per un estret marge, iniciant un període presidencialista que va durar 14 anys (fins al maig de 1995).
Chirac era un alt funcionari jubilat del Tribunal de Comptes. Va estar casat amb Bernadeta Chodron de Courcel, amb qui tingué dues filles, Laurence i Claude.

## Primer ministre

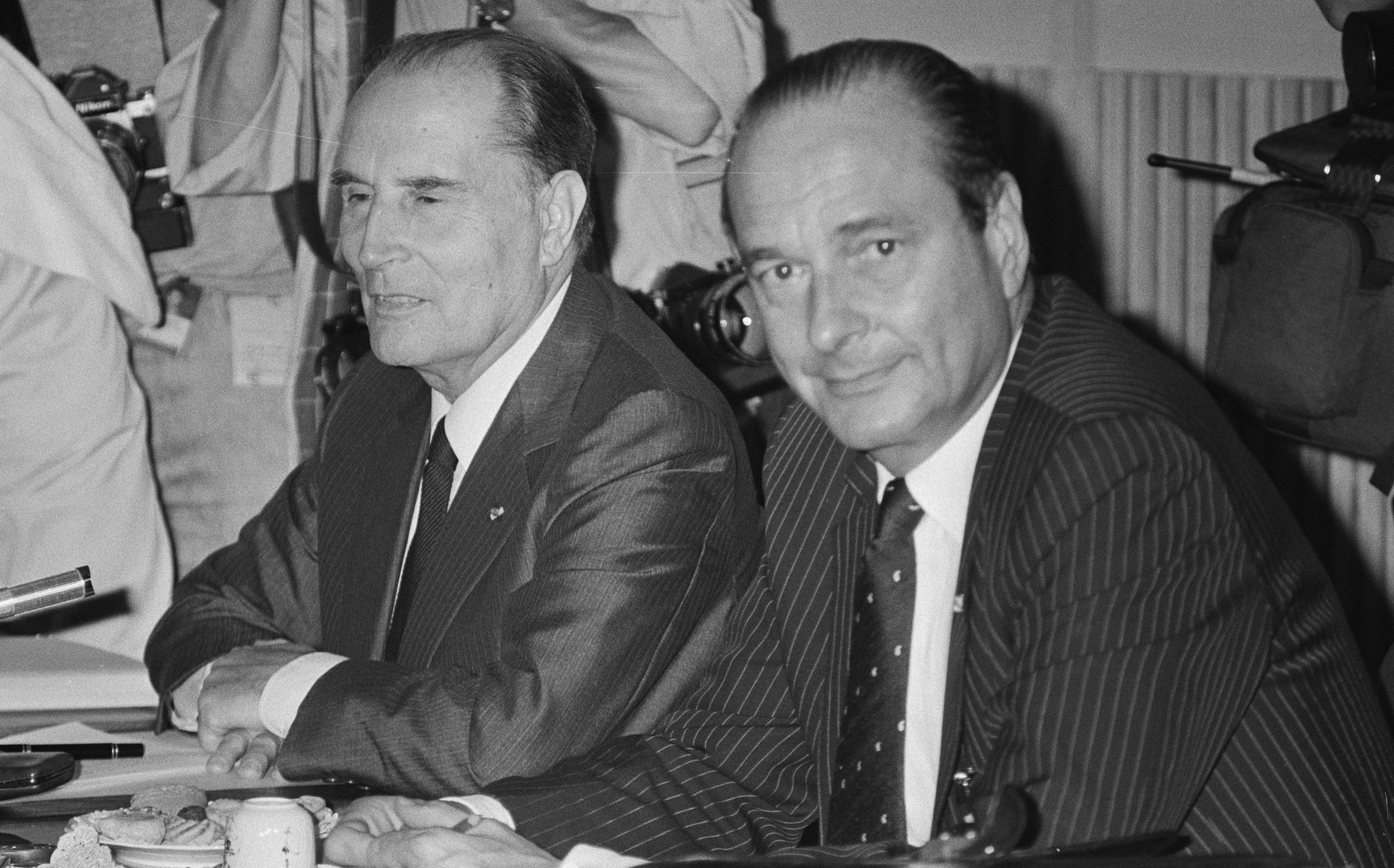
Chirac amb François Mitterrand el 1986 a La Haia

El 1986, Chirac es va convertir en primer ministre durant el període de ‘cohabitació' (en llenguatge polític, exercici del poder en un sistema presidencial, en el qual els càrrecs de cap de govern i de president són exercits per diferents partits de dreta i d'esquerra) amb el socialista Mitterrand com a president de la República. La seva arribada al poder va comportar l'aturada de les accions dels Grups Antiterroristes d'Alliberament contra militants nacionalistes a Iparralde. El 1988, es va enfrontar una altra vegada amb Mitterrand en les eleccions presidencials, sent derrotat a les urnes (54% enfront del 45%). Després d'aquest fracàs, es va concentrar en la seva tasca com a alcalde de París. Quan, en les eleccions de març de 1993, les diverses forces conservadores van obtenir una àmplia majoria parlamentària, Chirac es va mantenir al marge, permetent així que Édouard Balladur es convertís en l'últim primer ministre de François Mitterrand, mentre ell es disposava a afrontar un tercer intent per a aconseguir la presidència en la primavera de 1995.

## President de la República

### Primer mandat
Chirac va aconseguir la victòria enfront del candidat socialista Lionel Jospin i va passar a ser president de la República, en el marc d'un programa de compromís amb la unitat europea, la unió monetària europea i la lluita contra la desocupació. En aqueix mateix any, va ordenar la represa de les proves nuclears a la Polinèsia Francesa, que van acabar al gener de 1996, després de nombroses protestes nacionals i internacionals. El 9 de desembre de 1996, va signar en secret un acord militar amb el canceller alemany Helmut Kohl que suposava la coordinació entre els exèrcits dels dos països dins de l'Organització del Tractat de l'Atlàntic Nord (OTAN).
Va decidir convocar noves eleccions legislatives que es van celebrar el maig de l'any següent, amb l'objecte de reactivar la política social i econòmica del seu primer ministre, Alain Juppé, però els resultats obtinguts en la primera volta de les mateixes van portar a aquest a presentar la seva dimissió com a candidat a tal càrrec. La segona volta d'aquestes eleccions, celebrada l'1 de juny, va suposar una desastrosa derrota de la coalició de dretes, deixant Chirac en una situació difícil, obligat a ‘cohabitar' amb el vencedor, el socialista Lionel Jospin.
La seva actitud en la crisi internacional de febrer de 1998, contrària a l'atac nord-americà a Iraq promogut pel govern nord-americà de Bill Clinton en càstig a la negativa iraquiana a la inspecció del seu arsenal químic i biològic, va facilitar la resolució d'aquesta crisi. El 22 de febrer, el secretari general de l'Organització de les nacions Unides (ONU) Kofi Annan va aconseguir un acord amb Saddam Hussein, pel qual aquest es comprometia a complir les decisions de l'ONU. Aquest pacte va evitar l'esclat d'un conflicte després que Clinton acceptés l'abast del que s'havia pactat. Chirac va justificar la seva postura argumentant que no es podia acceptar sense permís de l'ONU una acció bèl·lica contra un Estat membre d'aquest organisme.
El 2 de maig de 1998, va participar en la cimera que es va reunir a Brussel·les als principals mandataris de la Unió Europea i va aprovar la definitiva llista dels onze països que integrarien el grup d'avantguarda de la nova moneda única europea, l'euro, França entre ells.

### Segon mandat

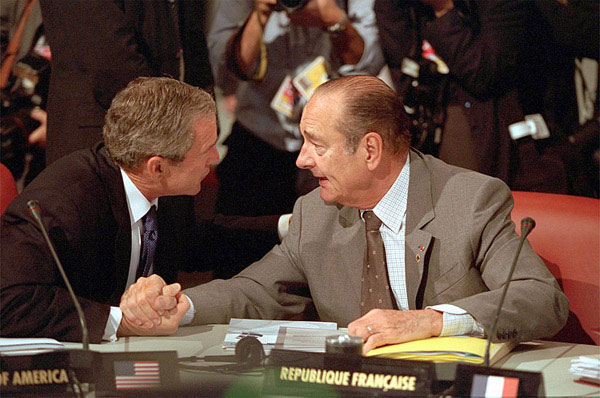
Chirac amb George Bush el 2001 durant una sessió del G8

Novament candidat presidencial en les eleccions presidencials franceses de 2002, celebrades en primera volta el 21 d'abril, el seu nom, candidat de la plataforma centrista Unió per a un Moviment Popular, va ser el més votat a les urnes, encara que només va obtenir el 19,6% dels sufragis, seguit a escassa distància per Jean-Marie Le Pen, líder de l'ultradretà Front Nacional que va rebre el 16,86% dels vots. Ambdós van concórrer a la segona volta d'aquests comicis presidencials el 5 de maig. El temor generat al país pel programa extremista de Le Pen va motivar que totes les formacions d'esquerra, centre i dreta moderada sol·licitessin el vot per a Chirac, que va aconseguir una mica més del 82% dels vots i va resultar reelegit president de la República. L'endemà va nomenar primer ministre al liberal Jean-Pierre Raffarin (pertanyent a un petit partit de centredreta, Democràcia Liberal) per a substituir Jospin (el qual havia dimitit després del seu fracàs en la primera volta), i 24 hores més tard va formar un govern integrat bàsicament per neogaullistes, la qual cosa va posar fi al període de cohabitació.
Poc després, en les mes de juny, van tenir lloc eleccions legislatives, i la denominada Unió per la Majoria Presidencial (coalició formada pel seu RPR i Democràcia Liberal) va obtenir 357 escons i, per tant, la majoria absoluta en la nova Assemblea Nacional. Davant aquests resultats, Chirac va pactar un nou executiu amb Raffarin, el qual va ser confirmat com a primer ministre. El 14 de juliol d'aquell mateix any, després de tots aquests esdeveniments electorals, Chirac va ser objecte d'un frustrat atemptat per part d'un militant d'un grup ultradretà que li va disparar durant la desfilada que tenia lloc a París amb motiu la festa nacional francesa.
En el 2003 s'erigeix com la principal figura dels opositors a la invasió d'Iraq per part dels EUA. La situació va degenerar fins a portar a França i EUA al punt més baix en les seves relacions bilaterals. Gràcies a aquesta acció Chirac va ser nomenat candidat al premi Nobel de la Pau d'aquell any.
Juntament amb el canceller alemany Gerhard Schröder, ha reafirmat l'eix francoalemany, en el qual els dos mandataris comparteixen posicions pel que fa a la Unió Europea i en política internacional.
Va convocar un Referèndum sobre la Constitució Europea a França. Celebrat el 29 de maig de 2005, els electors van rebutjar la nova constitució i el govern de Jean-Pierre Raffarin va dimitir després de la victòria del "no", nomenant Dominique de Villepin com a nou primer ministre.
El 2 de setembre del 2005 fou hospitalitzat arran d'un petit accident vascular que n'havia afectat la vista, d'acord amb el comunicat oficial ofert pel primer ministre Dominique de Villepin l'endemà. Tanmateix, el secretisme que tradicionalment ha envoltat els problemes de salut dels presidents de la República Francesa va propiciar moltes especulacions sobre la naturalesa i gravetat reals de l'incident. Finalment, el 9 de setembre Chirac fou donat d'alta amb la recomanació de no volar durant sis setmanes (impedint, entre d'altres, la seva assistència a l'assemblea general de l'ONU). Prèviament havia gaudit de bona salut malgrat haver fumat molt en el passat, i només el fet que puntualment portés un audiòfon el novembre del 2003 havia generat preocupació. El 2005 deixà el seu partit en mans de Nicolas Sarkozy.
El 17 de desembre del 2011 fou condemnat per malversar fons públics i abús de confiança per haver creat una xarxa quan era alcalde de París i preparava la seva cursa cap a la presidència francesa. Protegit per la immunitat del càrrec de president el procés judicial s'inicià quan abandonà el càrrec el 2007. Amb aquesta xarxa havia contractat una trentena de persones que no prestaven serveis per a l'ajuntament francès, però finançat amb fons públics. Tanmateix com que no tenia antecedents penals, Chirac atacat per una demència, no va haver d'ingressar a la presó